# Стефан Драшковић
Стефан Драшковић (Краљево, 27. јула 1989) српски је фудбалер, који тренутно наступа за Слогу из Краљева. Висок је 191 центиметар и игра у одбрани.